# 아르메니아 교회 (드니프로)

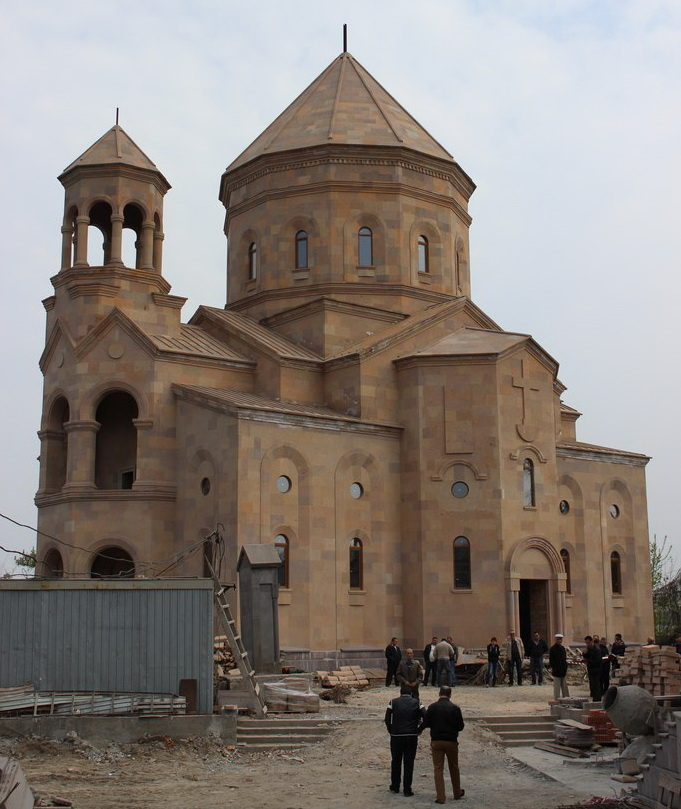
아르메니아 교회

아르메니아 교회(우크라이나어: Вірменська церква)는 우크라이나 드니프로에 위치한 아르메니아 사도교회 교회당이다.

## 역사
2003년 드니프로의 아르메니아인 공동체 지도자들의 지원을 통해 설립되었으며 2010년부터 본격적인 공사가 시작되었다. 특히 교회당 건립 과정에서는 복숭아색을 띠는 아르메니아산 응회암을 사용했다. 2017년에는 드니프로 아르메니아 사도교회 교구가 설립되었고 같은 해에 키예프 총대주교좌 우크라이나 정교회 주교였던 시메온 진케비치가 십자가를 봉헌했다.
2018년 3월 17일에는 가레긴 2세 총대주교와 로마 가톨릭교회 신자들이 참석한 가운데 교회당 봉헌식이 거행되었다. 교회당 안에는 아르메니아 주일학교와 전망대가 설치되어 있다. 2015년에는 우크라이나의 아르메니아계 유로마이단 활동가인 세르히 니호얀을 기념하기 위해 교회당 안에 설치되어 있던 칼리닌 전망대의 이름을 니호얀 전망대로 변경했다.